# Itter (Austria)
Itter – gmina w Austrii, w kraju związkowym Tyrol, w powiecie Kitzbühel. Według Austriackiego Urzędu Statystycznego liczyła 1159 mieszkańców (1 stycznia 2015).